# Halina Wistuba
Halina Wistuba (ur. 9 grudnia 1920 w Poznaniu, zm. 2 grudnia 2013) – polska filozof i teolog.

## Życiorys
Pochodziła z rodziny rzemieślniczo-kupieckiej (ojciec wywodził się ze Śląska, rodzice mieli w Poznaniu hurtownię kapeluszy i galanterii). Gdy miała czternaście lat zmarł jej ojciec. Początkowo uczyła się w Gimnazjum im. Dąbrówki, a maturę zdała w Liceum Klaudyny Potockiej (maj 1939). W czasie okupacji niemieckiej pracowała w Poznaniu i intensywnie czytała literaturę filozoficzną, teologiczną, psychologiczną oraz pedagogiczną. Nauczyła się języków: niemieckiego, francuskiego, angielskiego i rosyjskiego, a także gry na fortepianie (przed wojną pobierała w tym zakresie nauki u prof. Gertrudy Konatkowskiej w Konserwatorium Muzycznym). 
W 1945 rozpoczęła studia muzykologiczne na Wydziale Filozoficzno-Historycznym Uniwersytetu Poznańskiego (uczyli ją m.in. profesorowie i docenci: Adolf Chybiński, Mieczysław Dybowski, Ludwika Dobrzyńska-Rybicka, Marek Kwiek i Marian Sobieski). Od 1946 do 1950 studiowała również na Wydziale Kultury Chrześcijańskiej Instytutu Katolickiego w Częstochowie, a potem we Wrocławiu (po przeniesieniu uczelni). Ukończyła naukę na podstawie pracy Rozwojowa organizacja Studium Katechetyczno-Wychowawczego w Instytucie Katolickim we Wrocławiu. Od 1949 do 1950 pracowała w Wydziale Kurii Arcybiskupiej w Gnieźnie (dojeżdżała z Wrocławia). Od 1957 do 1961 odbywała studia z filozofii teoretycznej na Wydziale Filozofii Chrześcijańskiej Katolickiego Uniwersytetu Lubelskiego. Tytuł magistra uzyskała na podstawie pracy pisanej pod kierunkiem prof. Mieczysława Alberta Krąpca: Teoria zła w Enneadach Plotyna. Uczęszczała wówczas m.in. na wykłady św. Karola Wojtyły.
Od 1961 do 1967 mieszkała w Olsztynie i pracowała w Ośrodku Katechetycznym w Gietrzwałdzie. Od 1967 do 1980 była członkiem Komisji Episkopatu do spraw Duszpasterstwa Kobiet. W 1972 została członkiem Komisji Episkopatu do spraw Apostolstwa Świeckich. 24 maja 1967 doktoryzowała się na KUL pod kierunkiem prof. M. A. Krąpca (praca Intelektualne podstawy tworów kultury według filozofii św. Tomasza z Akwinu). Od 1967 do 1979 mieszkała w Poznaniu, gdzie prowadziła pionierskie zajęcia z formacji laikatu w parafii św. Jana Kantego (proboszczem był tam wówczas sługa boży Aleksander Woźny). Wykładała też w Gietrzwałdzie i w Wyższym Seminarium Duchownym Salwatorianów w Bagnie. Habilitowała się 20 czerwca 1979 na Wydziale Filozoficznym Akademii Teologii Katolickiej w Warszawie (rozprawa Twórczość techniczna jako problem kultury). Od 1979 mieszkała w Olsztynie, a w 1981 została dyrektorem Warmińskiego Seminarium Katechetycznego w Gietrzwałdzie.
Od 1985 do 1989 w Papieskiej Akademii Teologicznej w Krakowie rozpatrywano wniosek o nadanie jej stopnia profesora nadzwyczajnego. Recenzenci, profesorowie Jan Sieg, Józef Majka i Stanisław Kowalczyk jednoznacznie uznali, że wniosek jest uzasadniony. W maju 1989 dwóch recenzentów wyznaczonych przez Radę Naukową Episkopatu Polski wydało negatywną ocenę jej dorobku i wniosek odrzucono. Decyzja nie została ujawnione. W 1990 otrzymała nominację na stanowisko docenta na Wydziale Teologicznym Papieskiej Akademii Teologicznej w Krakowie z rąk kardynała Franciszka Macharskiego.
Brała udział międzynarodowych spotkaniach laikatu w: Rzymie (1975), Louvain-la-Neuve (1976), Luksemburgu (1978, prowadziła wówczas francuską grupę językową). Opublikowała około dwieście prac naukowych z zakresu filozofii kultury, antropologii filozoficznej, katechetyki, teologii laikatu oraz problematyki rodzinnej.
Uroczystości pogrzebowe odbyły się 7 grudnia 2013 w kaplicy miejskiej przy ul. Mariańskiej w Olsztynie. Msza żałobna została odprawiona w bazylice katedralnej św. Jakuba. Pochowana została na cmentarzu komunalnym przy ul. Poprzecznej.

## Zainteresowania
Interesowała się filozofią i filozofią kultury. Wykazywała związki filozofii kultury z życiem, głównie z wychowaniem w rodzinie i z katechezą. W kulturze chrześcijańskiej podkreślała priorytet wychowania i samowychowania chrześcijańskiego. Wniosła istotny wkład do katolickiej refleksji na temat wychowania i edukacji młodego pokolenia w okresie transformacji ustrojowej, które dokonały się w Polsce pod koniec XX wieku.